# 네이버캐스트
네이버캐스트(Navercast)는 네이버에서 2009년 1월부터 서비스하는 전문가와 함께 만드는 교양 콘텐츠 서비스이다. 일종의 백과사전이다.
문화, 생활, 과학, 인물 등 다양한 분야의 교양 콘텐츠들이 전문가에 의해 글, 그림, 음악, 동영상 등을 통해 길고 자세하게 제작되고 있다. 철학의 숲, 오늘의 과학, 교양 경제학 등 다양한 주제의 콘텐츠들이 많이 모여 있다.
이 서비스는 인터넷이라는 정보의 바다에서 쉽고 빠르게 찾을 수 있는 정보 서비스의 필요성, 신뢰성을 갖춘 고급 정보 필요성 때문에 시작되었다. 집단지성에 의한 위키백과는 양이 방대하지만 신뢰성에서 의심을 받는다면, 네이버캐스트는 양은 적어도 신뢰성을 갖추고 있다고 할 수 있다. 2013년 10월 30일 기준으로 약 1만 600건의 자료가 제공되었다. 이는 하루에 약 7~8건 씩 자료가 올라온 셈이다.